# Baltimore Clippers
Die Baltimore Clippers waren ein US-amerikanisches Eishockeyfranchise der American Hockey League aus Baltimore, Maryland. Die Spielstätte der Clippers war das Baltimore Civic Center.

## Geschichte
Die Baltimore Clippers wurden 1962 als Team der American Hockey League gegründet. In den 14 Jahren, in denen sie in der AHL spielten gewannen sie drei Mal den Titel ihrer Division (1971, 1972 und 1974), so wie ein Mal den Titel als bestes AHL-Team der regulären Saison (1971). Nachdem mit den Baltimore Blades als Nachfolgemannschaft der Michigan Stags erstmals im Januar 1975 ein Team der World Hockey Association in Baltimore angesiedelt wurde, zogen sich die Clippers noch im Laufe der Saison 1974/75 aus dem Spielbetrieb der AHL zurück. Dies geschah hauptsächlich aus mangelndem Zuschauerinteresse. Nach der Auflösung der Blades, die bereits im Sommer 1975 stattfand, kehrten die Clippers für ein weiteres Jahr in die AHL zurück, ehe das Team in die Southern Hockey League eingegliedert wurde. Noch während der ersten Spielzeit der Clippers in der neuen Liga wurde diese aufgelöst und auch das Team der Clippers ließ man anschließend auflösen. Von 1979 bis 1981 trat die Mannschaft noch einmal in der Eastern Hockey League. Als diese den Spielbetrieb einstellte, wurden auch die Clippers endgültig aufgelöst.
In den Jahren nach Auflösung der Clippers und der Blades spielten noch weitere Franchises in Baltimore. So bestritten die Baltimore Skipjacks zunächst in der Saison 1981/82 in der Atlantic Coast Hockey League ihre Spiele, daraufhin von 1982 bis 1993 in der American Hockey League. Mit den Baltimore Bandits war in den Jahren 1995 bis 1997 ein weiteres AHL-Team in Baltimore vertreten.

## Trainer
Abkürzungen: GC = Spiele, W = Siege, L = Niederlagen, T = Unentschieden, OTL = Niederlagen nach
Overtime, Pts = Punkte, Win % = Siegquote
| Name                                                           | Saison    | Reguläre Saison | Reguläre Saison | Reguläre Saison | Reguläre Saison | Reguläre Saison | Reguläre Saison | Reguläre Saison | Playoffs | Playoffs | Playoffs |
| Name                                                           | Saison    | GC              | W               | L               | T               | OTL/SOL         | Pts             | Win %           | GC       | W        | L        |
| -------------------------------------------------------------- | --------- | --------------- | --------------- | --------------- | --------------- | --------------- | --------------- | --------------- | -------- | -------- | -------- |
| George Sullivan                                                | 1962/63   | 31              | 14              | 15              | 2               | 0               | 30              | .452            | 3        | 1        | 2        |
| Aldo Guidolin                                                  | 1962–1964 | 113             | 53              | 52              | 8               | 0               | 114             | .470            | —        | —        | —        |
| Jack Crawford***                                               | 1964–1966 | 72              | 35              | 32              | 5               | 0               | 75              | .486            | 5        | 2        | 3        |
| Terry Reardon***                                               | 1966–1968 | 144             | 63              | 61              | 20              | 0               | 146             | .438            | 9        | 4        | 5        |
| Aldo Guidolin                                                  | 1968/69   | 74              | 33              | 34              | 7               | 0               | 73              | .446            | 4        | 1        | 3        |
| Rudy Migay                                                     | 1969/70   | 72              | 25              | 30              | 17              | 0               | 67              | .347            | 5        | 1        | 4        |
| Terry Reardon*** Jim Morrison (1971–74) Kent Douglas (1974–76) | 1970–1976 | 346             | 147             | 148             | 0               | 0               | 345             | .425            | 33       | 16       | 17       |
| Larry Wilson Don Grierson                                      | 1976–1977 | —               | —               | —               | —               | —               | —               | —               | —        | —        | —        |

* Wechsel während der laufenden Saison;
** Interimstrainer;
*** Daten unvollständig

## Team-Rekorde

### Karriererekorde
Spiele: 523  Bobby Rivard
Tore: 176  Bobby Rivard
Assists: 259  Bobby Rivard
Punkte: 435  Bobby Rivard
Strafminuten: 715  Aldo Guidolin

## Bekannte ehemalige Spieler
- George Sullivan
- John Arbour
- Bobby Rivard